# تامر صيام
تامر صيام (مواليد 29 نوفمبر 1992) هو لاعب كرة قدم فلسطيني يجيد اللعب كلاعب وسط لصالح نادي حسنية أكادير.

## إنجازات
فلسطين
الفائز
- كأس التحدي الآسيوي: 2014

## روابط خارجية
- تامر صيام على موقع قاعدة بيانات كرة القدم.إي يو (الإنجليزية)
- تامر صيام على موقع ناشيونال فوتبول تيمز (الإنجليزية)
- تامر صيام على موقع Soccerway.com (الإنجليزية)
- تامر صيام على موقع عالم كرة القدم.نت (الإنجليزية)
- تامر صيام على موقع كووورة